# Groß Rosenburg
Groß Rosenburg – dzielnica miasta Barby w Niemczech, w kraju związkowym Saksonia-Anhalt, powiecie Salzland. Położona nad rzeką Soławą, 10 km na wschód od Calbe (Saale).
Do 1 stycznia 2010 była to oddzielna gmina wchodząca w skład wspólnoty administracyjnej Elbe-Saale.